# Sísara

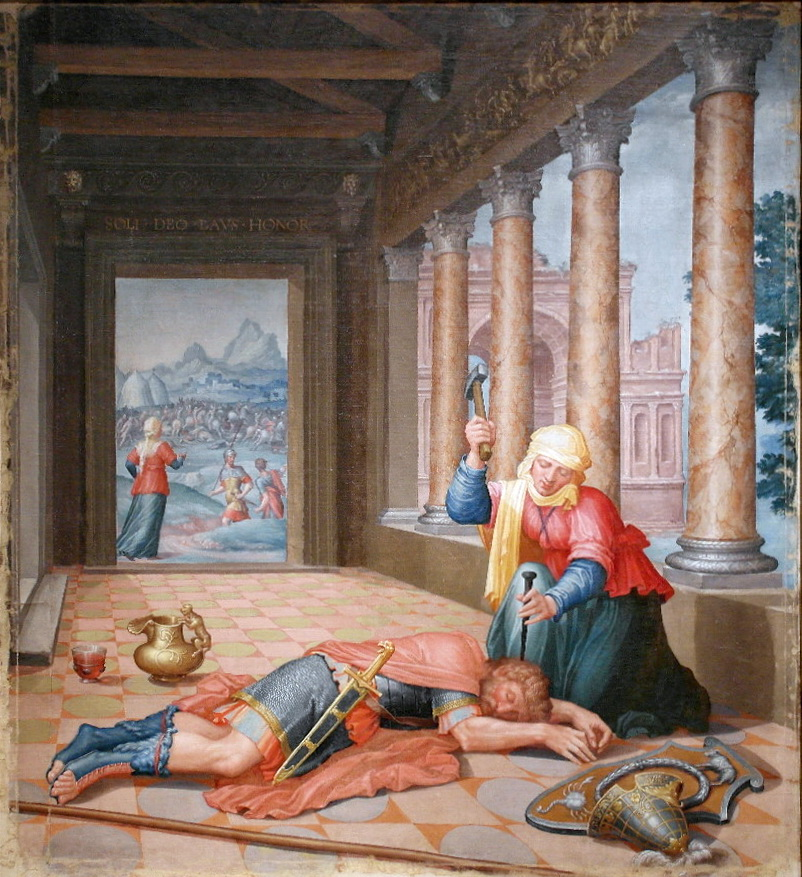
Representación de Sísara asesinado por Jael, por Lambert Lombard (1530-1535).

Sísara (en hebreo, סִיסְרָא, /Sîsərā/) fue un comandante del ejército cananeo del rey Jabín de Jasor, mencionado en el libro de los Jueces (Jue. 4-5) en la Biblia. Tras haber sido derrotado por las fuerzas de las tribus israelitas de Zabulón y Neftalí, dirigidas por Barac y Débora, Sísara fue asesinado por Jael, que le hundió una estaca en la sien «hasta clavarla en tierra».

## Relato bíblico

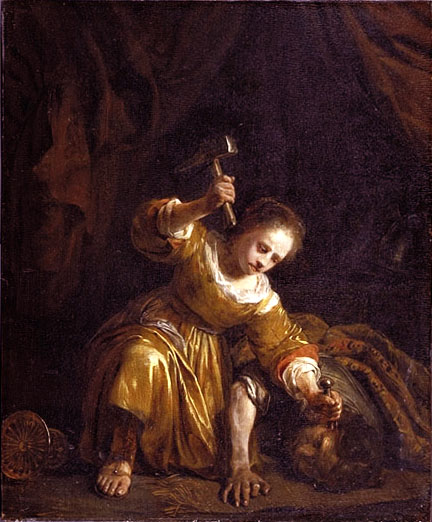
Yael y Sísara, Jan de Bray, 1659.

Según el libro de los Jueces, Sísara comandaba novecientos carros con hoces de hierro y oprimió a los israelitas durante veinte años desde Jaróset Hagoin, una base de caballería fortificada. Después de que la profetisa Débora persuadiera a Barac para que se enfrentara a Sísara en una batalla, ambos, con un ejército de diez mil hombres, lo derrotaron en la batalla del monte Tabor, en la llanura de Esdrelón. En Jue. 5:20 se afirma que «desde los cielos combatieron las estrellas, desde sus órbitas combatieron contra Sísara»; el verso siguiente implica que el ejército fue arrastrado por el río Quisón. Tras la batalla, hubo paz durante cuarenta años.
Tras haber perdido la batalla, Sísara huyó hasta llegar agotado a la tienda de Jéber el quenita, en la llanura de Saananín, donde fue recibido por Jael. Ella lo albergó con aparente hospitalidad y le dio leche y vino para adormecerlo. Jael prometió ocultarlo y vigilar, lo cubrió con una manta pero cuando se quedó dormido, clavó en su sien con un martillo una estaca o clavo de los de fijar las tiendas, tan fuerte que su cabeza quedó clavada en la tierra. Cuando llegó Barac, ella le dijo: "Ven y te mostraré al hombre que buscas".
El profeta Samuel, en su discurso de despedida, afirma que Dios entregó a su pueblo a Sísara por su desobediencia: «Pero ellos olvidaron a Yahvé su Dios, y él los entregó en manos de Sísara, jefe del ejército de Jasor, en manos de los filisteos y del rey de Moab, que combatieron contra ellos».

## Información arqueológica
El nombre de Sísara ha sido considerado como filisteo, hitita, hurrita o egipcio (Ses-Ra, «sirviente de Ra»). Adam Zertal, un arqueólogo israelí, especialista, asocia a Sísara con el pueblo marítimo Shirdana; argumenta que Sísara proviene de la isla de Cerdeña. Zertal y Oren Cohen han propuesto que la excavación de Ahwat, entre Harish (Israel) y Nahal Iron, es la ubicación de Jaróset Hagoin, la base militar de Sísara.

## Sísara en la tradición judía posterior
Según la leyenda judía postbíblica, debido a que la madre de Sísara, quien era una mujer perversa, lloró cien lágrimas cuando su hijo no regresó a casa, se tocan ciento un sonidos del shofar en Rosh Hashana, el año nuevo judío, ya que se agrega un sonido de llanto (como suena el shofar) para no igualar el sonido de dicha mujer. El Talmud afirma que los descendientes de Sísara estudiaron la Torá en Jerusalén e incluso enseñaban a los niños allí. Según el Midrash, Jael mantuvo relaciones sexuales con Sísara siete veces para agotarlo y matarlo.
También en el Midrash se afirma que Sísara había conquistado antes todo país contra el que había luchado. Su voz era tan poderosa que, cuando gritaba, el muro más sólido se tambaleaba y los animales salvajes morían. Débora era la única que podía soportar su voz y no moverse de su sitio. Además, se cuenta que Sísara pescó con sus barbas, mientras se bañaba en el Quisón, peces para abastecer a todo su ejército, y treinta y un reyes siguieron a Sísara solo para tener la oportunidad de beber o de utilizar las aguas de Israel.

## Sísara en el arte

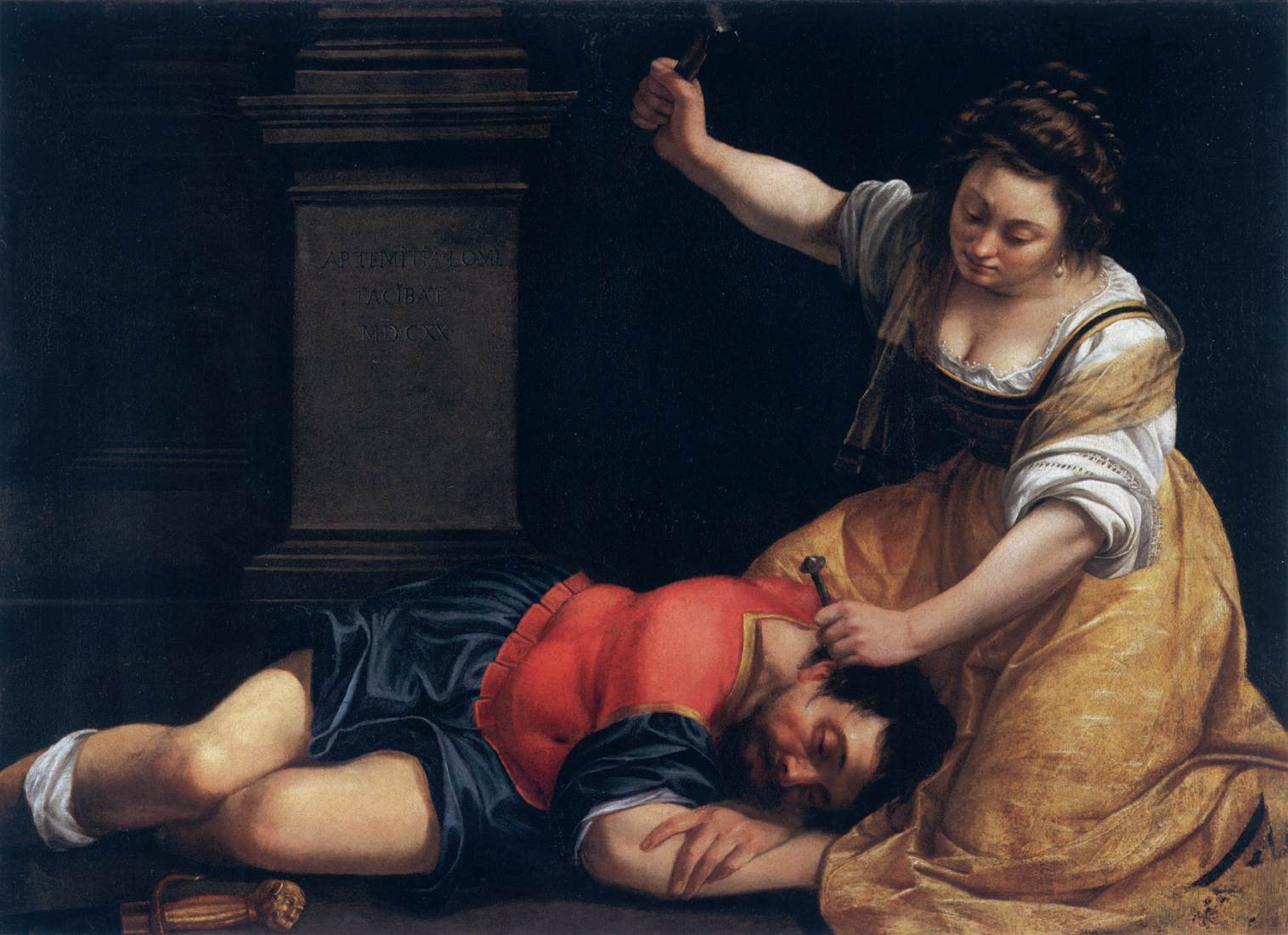
Jael y Sísara de Artemisia Gentileschi, c. 1620.

El asesinato de Sísara a manos de Jael se ha representado a menudo en el arte europeo. Lucas van Leyden, un grabador y pintor holandés, creó una xilografía de la escena. Pietro Alessandro Guglielmi (1728-1804) compuso un oratorio, Débora y Sísara, para la temporada de 1788 en el Teatro di San Carlo en Nápoles; la obra está «casi universalmente considerada como una de las más sublimes de finales del siglo XVIII». También el compositor alemán Simon Mayr escribió en 1793 un oratorio sobre Sísara en la iglesia de San Lazzaro dei Mendicanti en Venecia.
En la literatura, Agatha Christie reprodujo la muerte de Sísara en un programa de radio de media hora titulado Butter in a Lordly Dish (1948), en el que la protagonista Julia Keene introduce somníferos en el café de un abogado y luego clava un clavo en su cabeza. La imagen central de la novela The Tent Peg de Aritha Van Herk hace referencia a Sísara. En la novela The Last Chronicle of Barset, de Anthony Trollope, el artista Conway Dalrymple pinta a la heredera, Clara Van Siever, como una Jael que clava un clavo en la cabeza de Sísara.
En las artes pictóricas, la historia de Jael y Sísara fue representada por muchos artistas europeos, entre los que se cuentan Artemisia Gentileschi, Gregorio Lazzarini, James Northcote, Gustave Doré y James Tissot.
En el episodio de la serie de televisión Law & Order «Pro Se», James Smith, esquizofrénico, alucina que es el general Sísara y que varias mujeres intentan envenenarlo.